# Orange Warsaw Open
Orange Warsaw Open byl profesionální tenisový turnaj hraný v polském hlavním městě Varšavě. V letech 1992–2007 se konal v Sopotech. Mužská část turnaje patřila do kategorie ATP World Tour 250 series na okruhu ATP Tour, zatímco ženská část byka zařazena do kategorie WTA International Tournaments. Hrál se na otevřených antukových dvorcích ve Sportovním klubu Warszawianka.
Turnaj byl založen v roce 1992, ale zpočátku jen jako ženský turnaj ITF. V roce 1998 se turnaj zařadil do kategorie Tier IV na okruhu WTA Tour. Mužský turnaj byl přidán v roce 2001, když se do Sopot přesunul ze San Marina.
V letech 2005–2008 se turnaj z finančních důvodů omezil pouze mužskou část turnaje. Poslední ženský ročník proběhl v roce 2010.
Vývoj názvu turnaje
- do 2005 – Idea Prokom Open
- 2006–2007 – Orange Prokom Open
- 2008 Orange – Warsaw Open
- 2009 – Warsaw Open

## Finálové zápasy

### Mužská dvouhra
| Místo   | Rok               | Vítěz            | Finalista      | Výsledek |
| Varšava |                   |                  |                |          |
| 2008    | Nikolaj Davyděnko | Tommy Robredo    | 6-3, 6-3       |          |
| Sopoty  |                   |                  |                |          |
| 2007    | Tommy Robredo     | José Acasuso     | 7-5, 6-0       |          |
| 2006    | Nikolaj Davyděnko | Florian Mayer    | 7-66, 5-7, 6-4 |          |
| 2005    | Gaël Monfils      | Florian Mayer    | 7-66, 4-6, 7-5 |          |
| 2004    | Rafael Nadal      | José Acasuso     | 6-3, 6-4       |          |
| 2003    | Guillermo Coria   | David Ferrer     | 7-5, 6-1       |          |
| 2002    | José Acasuso      | Franco Squillari | 2-6, 6-1, 6-3  |          |
| 2001    | Tommy Robredo     | Albert Portas    | 1-6, 7-5, 7-62 |          |

### Ženská dvouhra
| Místo  | Rok                   | Vítězka             | Finalistka     | Výsledek |
| Sopoty |                       |                     |                |          |
| 2010   | Alexandra Dulgheruová | Čeng Ťie            | 6:3, 6:4       |          |
| 2009   | Alexandra Dulgheruová | Aljona Bondarenková | 7:6, 3:6, 6:0  |          |
| 2004   | Flavia Pennettaová    | Klára Zakopalová    | 7-5, 3-6, 6-3  |          |
| 2003   | Anna Smašnovová       | Klára Zakopalová    | 6-2, 6-0       |          |
| 2002   | Dinara Safinová       | Henrieta Nagyová    | 6-3, 4-0 skreč |          |
| 2001   | Cristina Torrensová   | Gala León Garcíová  | 6-2, 6-2       |          |
| 2000   | Anke Huberová         | Gala León Garcíová  | 7-63, 6-3      |          |
| 1999   | Conchita Martínezová  | Karina Habšudová    | 6-1, 6-1       |          |
| 1998   | Henrieta Nagyová      | Elena Wagnerová     | 6-3, 5-7, 6-1  |          |

### Mužská čtyřhra
| Místo   | Rok                                    | Vítězové                            | Finalisté      | Výsledek |
| Varšava |                                        |                                     |                |          |
| 2008    | Mariusz Fyrstenberg / Marcin Matkowski | Nikolaj Davyděnko / Jurij Ščukin    | 6-0, 3-6, 10-4 |          |
| Sopoty  |                                        |                                     |                |          |
| 2007    | Mariusz Fyrstenberg / Marcin Matkowski | Martín García / Sebastián Prieto    | 6-1, 6-1       |          |
| 2006    | František Čermák / Leoš Friedl         | Martín García / Sebastián Prieto    | 6-3, 7-5       |          |
| 2005    | Mariusz Fyrstenberg / Marcin Matkowski | Lucas Arnold Ker / Sebastián Prieto | 7-67, 6-4      |          |
| 2004    | František Čermák / Leoš Friedl         | Martín García / Sebastián Prieto    | 2-6, 6-2, 6-3  |          |
| 2003    | Mariusz Fyrstenberg / Marcin Matkowski | František Čermák / Leoš Friedl      | 6-4, 6-77, 6-3 |          |
| 2002    | František Čermák / Leoš Friedl         | Jeff Coetzee / Nathan Healey        | 7-5, 7-5       |          |
| 2001    | Paul Hanley / Nathan Healey            | Irakli Labadze / Attila Savolt      | 7-610, 6-2     |          |

### Ženská čtyřhra
| Místo  | Rok                                                 | Vítězky                                             | Finalistky | Výsledek |
| Sopoty |                                                     |                                                     |            |          |
| 2010   | Virginia Ruanová Pascualová Meghann Shaughnessyová  | Cara Blacková Jen C’                                | 6:3, 6:4   |          |
| 2009   | Raquel Kopsová-Jonesová Bethanie Matteková-Sandsová | Čeng Ťie Jen C’                                     | 6:1, 6:1   |          |
| 2004   | Nuria Llagosteraová Vivesová / Marta Marrerová      | Klaudia Jansová / Alicja Rosolská                   | 6-4, 6-3   |          |
| 2003   | Tetjana Perebyjnisová / Silvija Talajaová           | Maret Aniová / Libuše Průšová                       | 6-4, 6-2   |          |
| 2002   | Světlana Kuzněcovová / Arantxa Sánchezová Vicariová | Jevgenia Kulikovská / Jekatěrina Sysojevová         | 6-2, 6-2   |          |
| 2001   | Joannette Krugerová / Francesca Schiavoneová        | Julia Bejgelzimerová / Anastasia Rodionovová        | 6-4, 6-0   |          |
| 2000   | Virginia Ruanová Pascualová / Paola Suárezová       | Åsa Svenssonová / Rita Grandeová                    | 7-5, 6-1   |          |
| 1999   | Laura Montalvová / Paola Suárezová                  | Gala Leónová Garcíaová / María Sánchezová Lorenzová | 6-4, 6-3   |          |
| 1998   | Květa Peschkeová / Helena Vildová                   | Åsa Svenssonová / Seda Noorlanderová                | 6-3, 6–2   |          |